# ديدهام
ديدهام (بالإنجليزية: Dedham, Iowa)‏ هي مدينة تقع في ولاية آيوا في الولايات المتحدة. تبلغ مساحة هذه المدينة 1.5 (كم²)، وترتفع عن سطح البحر 406 م، بلغ عدد سكانها 266 نسمة في عام 2012 حسب إحصاء مكتب تعداد الولايات المتحدة.

## التركيبة السكانية
قام مكتب تعداد الولايات المتحدة بتحديد بيانات التركيبة السكانية لديدهامفي تعداد الولايات المتحدة. في ما يلي، التركيبة السكانية حسب تعدادي 2000 و2010.

### تعداد عام 2000
بلغ عدد سكان ديدهام 270 نسمة بحسب تعداد عام 2000، وبلغ عدد الأسر 112 أسرة وعدد العائلات 68 عائلة مقيمة في المدينة. في حين سجلت الكثافة السكانية 483.5 نسمة لكل ميل مربع (186.7/كم2). وبلغ عدد الوحدات السكنية 117 وحدة بمتوسط كثافة قدره 202.1 نسمة لكل ميل مربع (78.0/كم2).
وتوزع التركيب العرقي للمدينة بنسبة 100.00% من البيض.
بلغ عدد الأسر 113 أسرة كانت نسبة 31.9% منها لديها أطفال تحت سن الثامنة عشر تعيش معهم، وبلغت نسبة الأزواج القاطنين مع بعضهم البعض 51.3% من أصل المجموع الكلي للأسر، ونسبة 7.1% من الأسر كان لديها معيلات من الإناث دون وجود شريك، وكانت نسبة 38.9% من غير العائلات. تألفت نسبة 36.3% من أصل جميع الأسر من أفراد ونسبة 19.5% كانوا يعيش معهم شخص وحيد يبلغ من العمر 65 عاماً فما فوق. وبلغ متوسط حجم الأسرة المعيشية 3.23، أما متوسط حجم العائلات فبلغ 2.48.
بلغ العمر الوسطي للسكان 36 عاماً. وكانت نسبة 28.2% من القاطنين تحت سن الثامنة عشر، وكانت نسبة 8.2% بين الثامنة عشر والأربعة وعشرون عاماً، ونسبة 24.6% كانت واقعةً في الفئة العمرية ما بين الخامسة والعشرون حتى والأربعة وأربعون عاماً، ونسبة 18.6% كانت ما بين الخامسة والأربعون حتى الرابعة والستون، ونسبة 20.4% كانت ضمن فئة الخامسة والستون عاماً فما فوق. يوجد لكل 100 أنثى 105.9 ذكر، ويوجد لكل 100 أنثى في الثامنة عشر من عمرها فما فوق 103.0 ذكر.
بلغ متوسط دخل الأسرة في المدينة 33,125 دولار، أما متوسط دخل العائلة فبلغ 37,639 دولار. وكان متوسط دخل الذكور 25,000 دولار مقابل 15,417 دولار للإناث. وسجل دخل الفرد الخاص بالمدينة 13,505 دولار. وكانت نسبة 7.9% من العائلات ونسبة 9.9% من السكان تحت خط الفقر، وكان من هؤلاء نسبة 15.3% تحت سن الثامنة عشر ونسبة 9.4% في الخامسة والستين من العمر وما فوق.

### تعداد عام 2010
بلغ عدد سكان ديدهام 266 نسمة بحسب تعداد عام 2010، وبلغ عدد الأسر 101 أسرة وعدد العائلات 65 عائلة مقيمة في المدينة. في حين سجلت الكثافة السكانية 458.6 نسمة لكل ميل مربع (177.1/كم2). وبلغ عدد الوحدات السكنية 107 وحدة بمتوسط كثافة قدره 184.5 لكل ميل مربع (71.2/كم2).
وتوزع التركيب العرقي للمدينة بنسبة 100.0% من البيض.
بلغ عدد الأسر 101 أسرة كانت نسبة 36.6% منها لديها أطفال تحت سن الثامنة عشر تعيش معهم، وبلغت نسبة الأزواج القاطنين مع بعضهم البعض 55.4% من أصل المجموع الكلي للأسر، ونسبة 5.0% من الأسر كان لديها معيلات من الإناث دون وجود شريك، بينما كانت نسبة 4.0% من الأسر لديها معيلون من الذكور دون وجود شريكة وكانت نسبة 35.6% من غير العائلات. تألفت نسبة 30.7% من أصل جميع الأسر من أفراد ونسبة 14.8% كانوا يعيش معهم شخص وحيد يبلغ من العمر 65 عاماً فما فوق. وبلغ متوسط حجم الأسرة المعيشية 3.32، أما متوسط حجم العائلات فبلغ 2.63.
بلغ العمر الوسطي للسكان 32.3 عاماً. وكانت نسبة 29.7% من القاطنين تحت سن الثامنة عشر، وكانت نسبة 9.1% بين الثامنة عشر والأربعة وعشرون عاماً، ونسبة 24.4% كانت واقعةً في الفئة العمرية ما بين الخامسة والعشرون حتى والأربعة وأربعون عاماً، ونسبة 21.4% كانت ما بين الخامسة والأربعون حتى الرابعة والستون، ونسبة 15.4% كانت ضمن فئة الخامسة والستون عاماً فما فوق. وتوزع التركيب الجنسي للسكان بنسبة 48.5% ذكور و51.5% إناث.